# 臺灣總督府立醫院
臺灣總督府立醫院是指台灣總督府直轄的醫院，由中央出資建設與管理。其包含一般醫院，以及針對特殊疾病，如結核病、痲瘋病，和精神病所設的療養院所。

## 醫院
台灣日治時期官設醫院始於1895年6月在臺北市大稻埕千秋街設置的「台灣病院」；隔年5月，台灣病院改稱「台北病院」，並在臺中廳、臺南廳亦設立病院。之後因地方首長陳情，於同年6月在淡水、基隆、新竹、宜蘭、鹿港、苗栗、斗六、埔里社、嘉義、鳳山、澎湖設立病院，並在恆春、台東設立診療所。1898年6月，台灣總督府公告醫院官制，將由地方縣廳管轄的病院改隸於台灣總督府之下，由於經費限制，將部分醫院裁撤，台中病院的埔里社和彰化分院即廢止，並在同年設立台中醫院斗六分院。1903年，斗六分院廢止。1910年增設花蓮港醫院。1911年阿緱醫院設立後，裁撤鳳山醫院。1914年設立打狗醫院。台北醫院於1938年4月移交給台北帝國大學醫部附屬醫院。1940年成立花蓮港醫院玉里分院。
府立醫院設立當時，皆借用既有的民宅、寺廟或官署使用。至1904年，醫院才全數新築及搬遷。

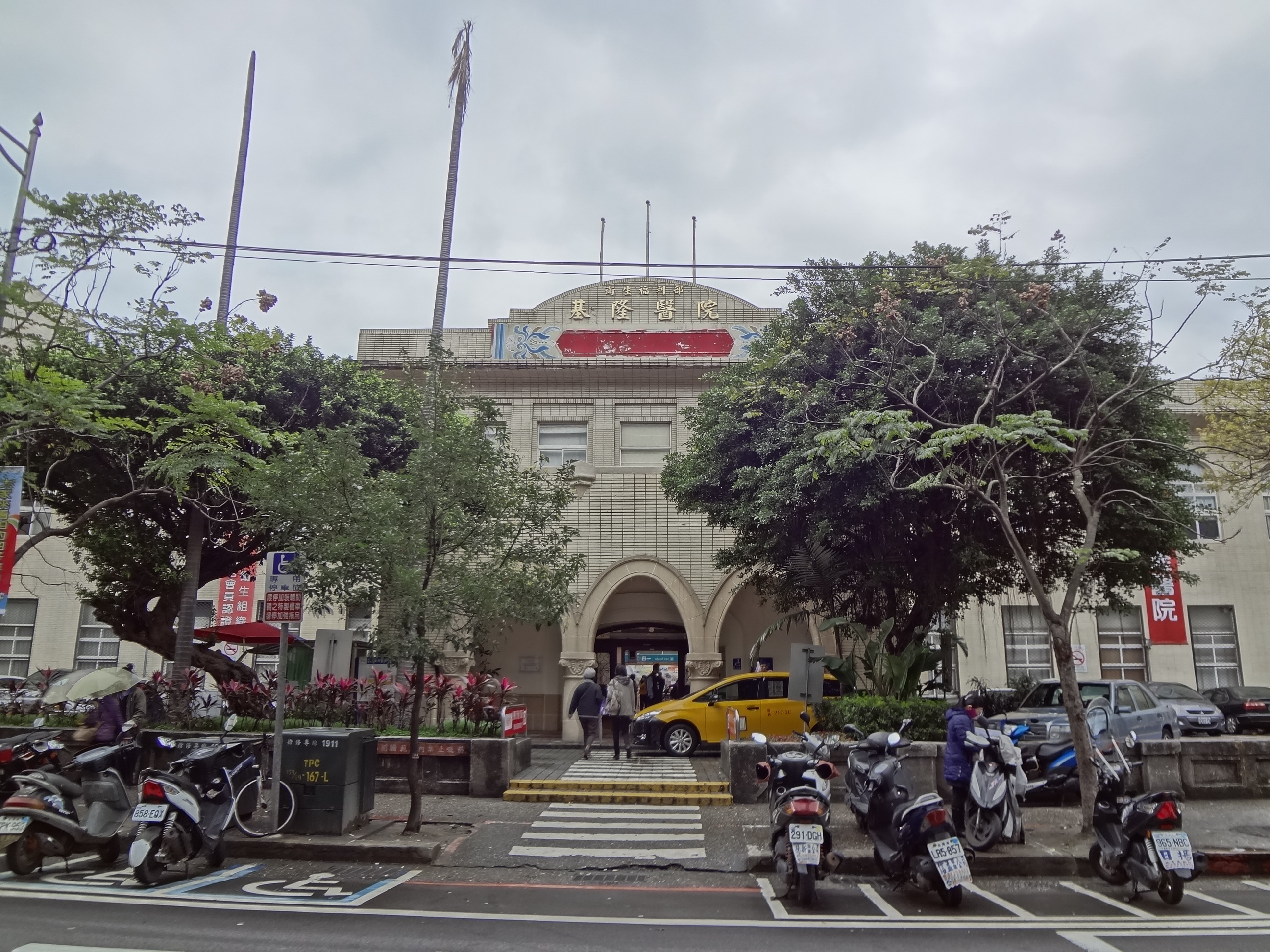
基隆醫院，大門為舊件
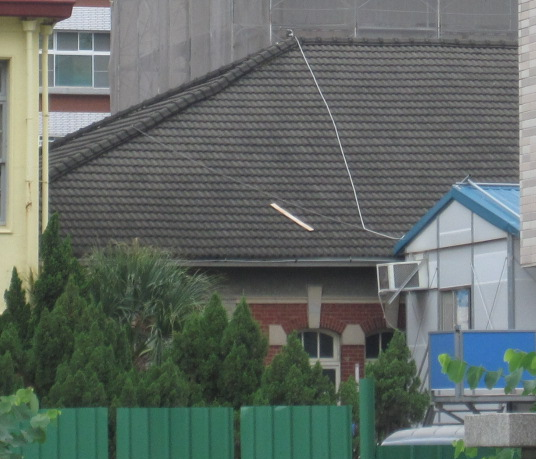
台南醫院遺跡

| 名稱               | 圖片 | 設立年份 | 原址現況                                                                                   |
| ------------------ | ---- | -------- | ------------------------------------------------------------------------------------------ |
| 台北醫院           |      | 1895     | 建築完整保存，現為台大醫院舊館。                                                           |
| 基隆醫院           |      | 1896     | 建物大致尚存，現為衛福部基隆醫院。                                                         |
| 宜蘭醫院           |      | 1896     | 已拆除，現為陽明大學附設醫院新民院區。                                                     |
| 新竹醫院           |      | 1896     | 已拆除，原址為新竹大遠百，1983年遷至台大醫院新竹分院現址。                                 |
| 台中醫院           |      | 1896     | 部分建物尚存，衛福部台中醫院。                                                             |
| 嘉義醫院           |      | 1896     | 已拆除，原址為中央廣場。2002年遷至衛福部嘉義醫院現址。                                     |
| 台南醫院           |      | 1896     | 部分建物尚存，除現為衛福部台南醫院。                                                       |
| 高雄醫院           |      | 1914     | 已拆除，原址位於高雄市鼓山區，1979年遷至高雄市立民生醫院現址。                             |
| 鳳山醫院           |      | 1896     | 1910年裁撤，建材用以新建阿緱醫院。                                                         |
| 屏東醫院           |      | 1911     | 已拆除，原址為屏東市中央市場，1955年醫院發生火災，後遷至衛福部屏東醫院現址。               |
| 花蓮港醫院         |      | 1910     | 已拆除，衛福部花蓮醫院。                                                                   |
| 花蓮港醫院玉里分院 |      | 1940     | 已拆除，原址為玉里鎮立圖書館，戰後作為省立花蓮醫院玉里分院，1965年遷至衛福部玉里醫院現址。 |
| 臺東醫院           |      | 1896     | 已拆除，現為衛福部台東醫院。                                                               |
| 澎湖醫院           |      | 1896     | 已拆除，現為衛福部澎湖醫院。                                                               |

- 基隆醫院，大門為舊件
- 台南醫院遺跡

## 結核病院 (松山療養所)

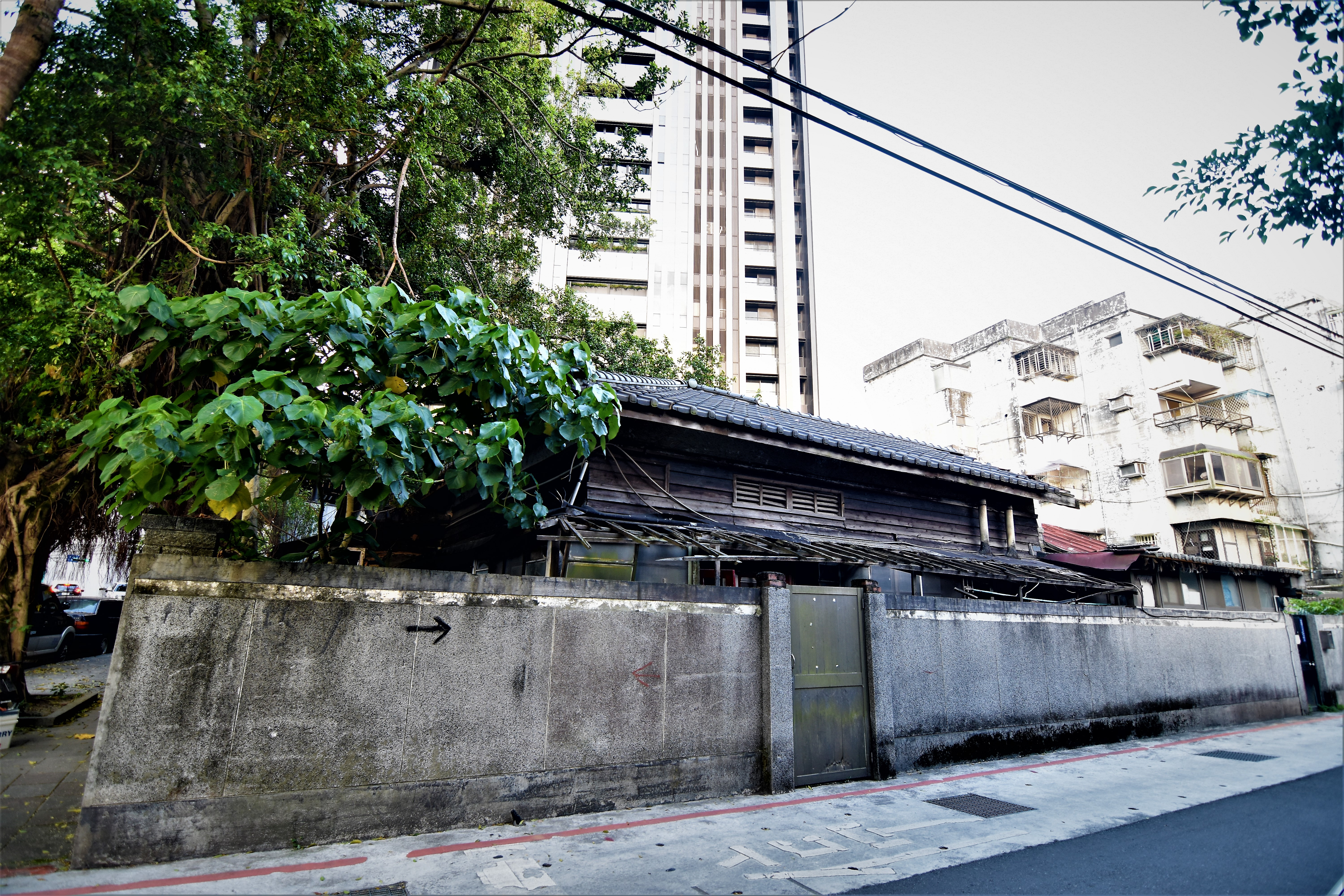
松山療養所宿舍

松山療養所設立於1914年，位於台北市南港區昆陽街，為台灣第一個結核病療養院。最初稱為錫口養生院，原由台北州管轄，於1924年3月由總督府直轄。戰後作為省立結核病防治院。

## 痲瘋病院 (樂生院)

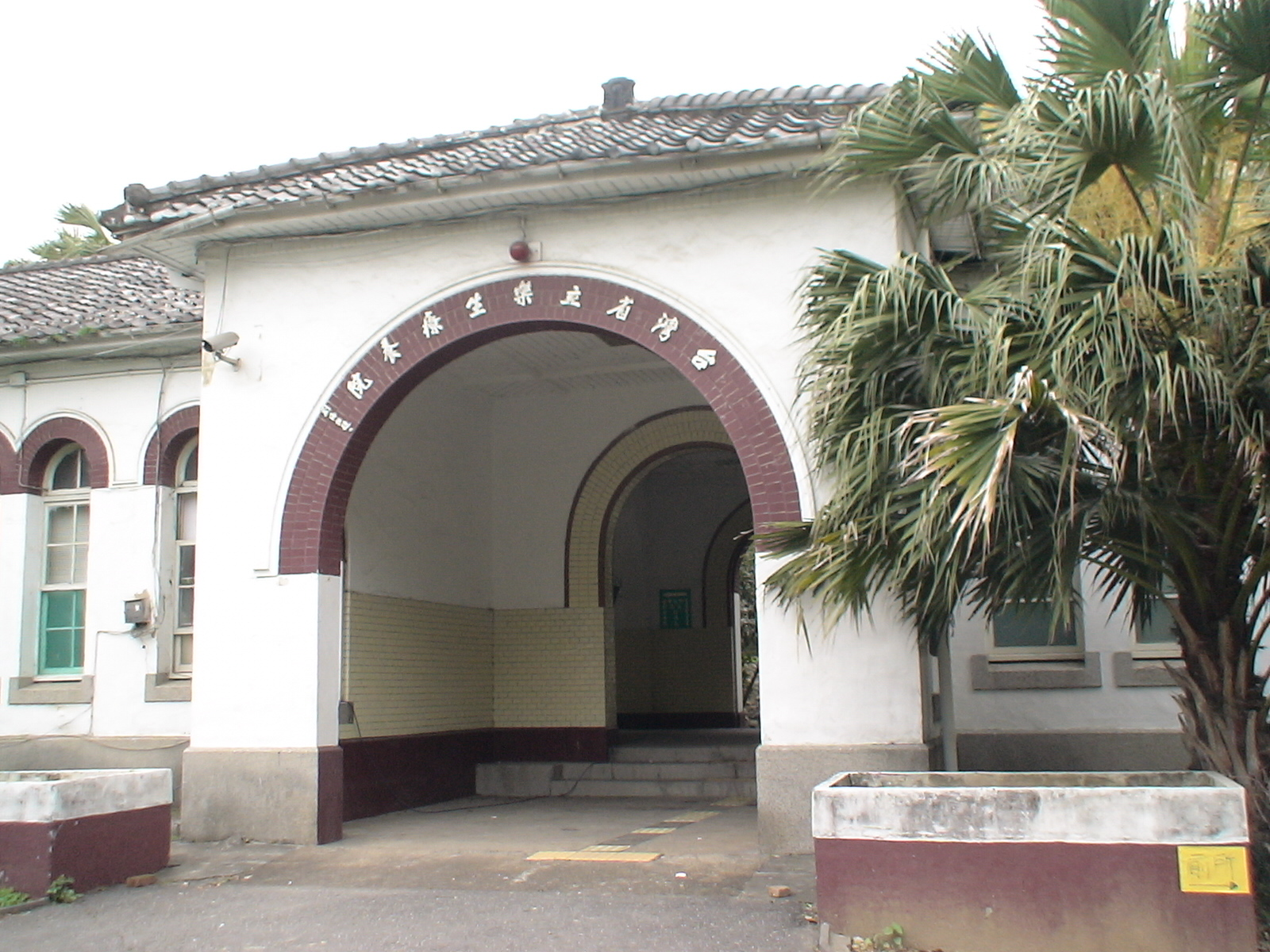
樂生療養院舊行政中心

樂生院於1930年10月開院，位於新北市新莊區中正路794號。現在為衛生福利部樂生療養院舊院區。

## 精神病院 (養神院)
養神院於1934年10月完工，位於台北市虎林街一帶，原址現為海華社區。收容人數為100人。戰後為省立五分埔療養院，於1970年代遷至衛福部桃園療養院現址。